# Eudorylas maurus
Eudorylas maurus är en tvåvingeart som beskrevs av José Albertino Rafael 1991. Eudorylas maurus ingår i släktet Eudorylas och familjen ögonflugor.
Artens utbredningsområde är Peru. Inga underarter finns listade i Catalogue of Life.